# ドン・キング
ドン・キング（Donald "Don" King、1931年8月20日 - ）は、アメリカ合衆国のプロボクシングプロモーター。2000年頃まではライバルのボブ・アラムと並んで2大ボクシングプロモーターとされていたが、選手への多額の未払いや契約違反などで信用を失い、現在は全盛期から大きく力を落としている。

## 人物・評価

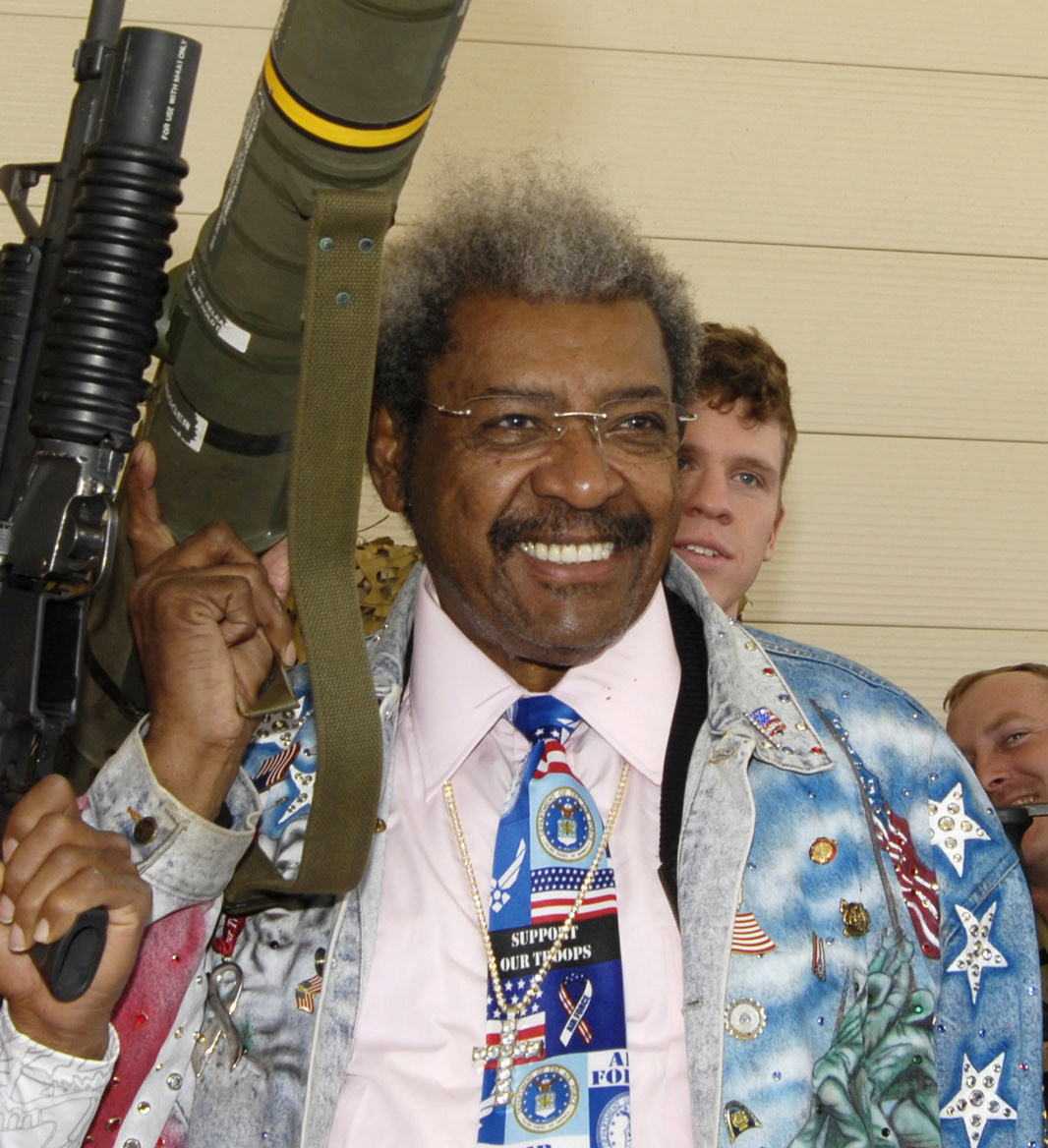
ドン・キング（2007年）

やり手のプロモーター
マイク・タイソンやモハメド・アリ、イベンダー・ホリフィールド、ラリー・ホームズ等、ヘビー級トップボクサーのビックマッチを手がけたり、実現しても王座が剥奪される事がある統一戦において、ヘビー級統一トーナメントやミドル級変速統一トーナメントや史上初めて全ての試合が世界タイトルマッチになった8大タイトルマッチを実現させるなどボクシング興行における立役者であり、やり手のプロモーターだった。その一方でマフィアと繋がりがあるとの噂や、契約違反やファイトマネーを搾取しているとして提訴されるなど、契約選手及び、そのマネージャーとの金銭トラブルが絶えることがなかったため関係者からの評判は悪い。
当時のプロボクシングのスター選手はアフリカ系アメリカ人が多く、同じアフリカ系アメリカ人であるキングは交渉の際に黒人差別の問題を強調してうまく扇動することで数多くのアフリカ系アメリカ人スター選手と契約に結びつけた。
全盛期は深夜に候補となるプロボクサーの家に勧誘に訪れ、大声と早口でまくし立てて強引に契約を勝ち取る手法を取っていた。
現在は単独で大きな興行が打てないほど力が落ちており、他のプロモーターとの相乗りで興行を開催している。
マイク・タイソンとの契約
タイソンを育てた名トレーナーのカス・ダマトも彼を嫌っており、タイソンには「絶対に組んではいけないプロモーター」だと生前に助言していた。しかしダマトが亡くなり、ダマトの次にタイソンが信頼していたマネージャーのジム・ジェイコブスも亡くなると、タイソンは助言を守ることなくドン・キングと契約した。
これほど悪名高いキングと契約した最大の理由として、やはりアフリカ系アメリカ人という共通点、そして当時のヘビー級のトップボクサーのほとんどがドン・キングの契約下であり、これによって試合が組みやすくなるという事情も背景にあった。事実、ビル・ケイトンやジム・ジェイコブスなどダマト所縁の人物が、タイソンのマネージメントを担当していた頃も、主要試合のプロモーターはドン・キングであったことが多かった。
キングへの評価
マイク・タイソン『貪欲で冷酷な野郎だ、あいつなら1ドルのために自分の母親を殺しかねない。』
ラリー・ホームズ『おれがボクシングで犯した唯一のミスはキングと契約したことだ。俺はあいつの中に悪魔を見た、あいつがあんな変な髪型をしてるのは、角を隠すためだ。あいつから離れようとすると足をヘシ折ってやるとか言って脅されたよ。』
バーナード・ホプキンス『俺はドン・キングが嫌いなんだ。……ボブ・アラムでさえも出来なかったことを俺が成し遂げたんだよ。奴の最後のファイター（タボリス・クラウド）を破り、ボクシング界から追い出してやった』『バークレイズ・センターでも言ってやったんだ。"離れてから10年だな。お前が送りこんできたファイターは全て倒した。20度防衛した内の90%はお前のファイターだった"ってね。ドン・キングを業界から追い出す仕事をバーナード・ホプキンスがやるなんて誰が想像した？』

## 来歴

### 生い立ち
オハイオ州クリーブランドで6人兄弟の5番目に生まれる。10歳の時に父親が製鉄所で事故死している。ゲットー（アフリカ系アメリカ人居住区）で育ち、地元の中学と高校を経てケース・ウェスタン・リザーブ大学に進学した。同大学を中退後、合法、非合法を問わず様々な職を経験した。

### 違法賭博と2件の殺人事件
1950年、クリーブランドで違法賭博の集金人となる、後に違法賭博場を開場、違法ブックメーカーの胴元となる。
1954年、キングの賭博場に盗みに入ったとされる男を背後から射殺するが正当殺人と見なされる。
1966年、キングに600ドルの借金があり賭博場の元従業員だった男を踏みつけて殺す。元従業員の男は薬物中毒で背も低くやせ細っており、大男のキングに太刀打ちできる状況に無かったがキングは容赦無く頭を踏みつけた。目撃者への脅迫や贈収賄が噂され、目撃者の多くが証言を変える中、現場を目撃していた巡査が「キングの横で拳銃を持った男が見守っていたこと」、「元従業員の男の頭が地面に跳ね返ってゴム毬のように弾むほどキングが頭を強く踏みつけていたこと」を証言した。キングは第2級殺人の罪で懲役20年の有罪判決を受け、オハイオ州のマリオン郡刑務所で3年11ヶ月を過ごすことになる。キングはこの他にも1951年から1966年までの間に違法賭博や交通違反などで35回もの逮捕歴がある。
1971年9月、過失致死罪に減刑され、仮釈放される。

### ボクシングプロモーターヘ
1972年8月28日、ロイド・プライスの助けを借りて、経営危機に陥っていたクリーブランドの地元病院のチャリティー大会でモハメド・アリにエキシビジョンマッチをやらせることに成功。8万ドルを稼ぎだす、これがボクシング界参入のきっかけとなった。
1973年、ラリー・ホームズのマネージャーを務めていたドン・バトラーを口説き、共同マネージャーになることに成功する。(しかし1975年に仲たがいをしてバトラーから告訴されることになる。)
1974年、「ドン・キング・プロダクションズ」を設立。
1974年10月30日にアフリカのザイール（現コンゴ民主共和国）・キンシャサで、世紀の一戦と謳われたモハメド・アリとジョージ・フォアマンの対戦『ランブル・イン・ザ・ジャングル』（キンシャサの奇跡）をプロモートしたことにより詐欺的手法で大金を手にしたと言われている。この一戦を契機に名の知れた存在となると同時に悪評も聞かれるようになった。
1975年、フィリピンのマニラでモハメド・アリとジョー・フレージャーの対戦『スリラ・イン・マニラ』をプロモート。
1977年、選手の戦績を不正に改ざん、ランキングを不正に操作したとしてFBIから捜査を受ける。起訴はされなかったが、これによりABCがキングとのテレビ契約を取り消し、放送打ち切りに繋がった。
1980年、再びFBIによって大規模な捜査を受ける。
1981年、ボクサーに1000万ドル支払った初のプロモーターとなる。シュガー・レイ・レナードとロベルト・デュランの対戦でレナードに1000万ドル支払われた。
1983年、オハイオ州知事から殺人事件について完全赦免を受ける。
1984年、秘書のコンスタンス・ハーパーと共に保険詐欺容疑で起訴される。1985年にハーパーに有罪判決が下されるが、キングは無罪となる。
1985年、脱税容疑や保険金詐欺など9つの容疑で起訴されるが、全て無罪を勝ち取る。
1988年、マイク・タイソンと契約。
1993年、メキシコで13万人の観客を動員したフリオ・セサール・チャベスとグレグ・ホーゲンの対戦をプロモート。
1995年、マイク・タイソンとピーター・マクリーニーの試合において、WBA、WBC、IBFのランキングを不正に操作しマクリーニーを10位以内にランキング入りさせたとして告訴される、キングは不正があったことを認めている。
1997年、マイク・タイソンとイベンダー・ホリフィールドの対戦をプロモート、当時のペイ・パー・ビューの記録を打ち立てる。国際ボクシング名誉の殿堂博物館殿堂入りを果たす。
1999年、IBFの八百長試合、ランキングの不正売買の捜査の一環としてマイアミのキングのオフィスがFBIによって家宅捜索を受ける。
2014年10月、キングの契約選手ギレルモ・ジョーンズがロシアの試合で2試合連続して薬物検査で摘発され、試合を主催していた現地プロモーターがキングに対し240万ドルの損害賠償を請求していた裁判で、キング敗訴の判決が下される。
キングはこれまでに、マネージャーやボクサーから100件以上の訴訟を起こされており、裁判費用として3000万ドル以上を費やしたと試算されている。

## 金銭トラブル

### モハメド・アリ
1982年、キングはモハメド・アリからラリー・ホームズと対戦した時のファイトマネーのうち110万ドルが未払いだとして告訴されると、アリの旧友であるエレミヤ・シャバスに助けを求めた。現金5万ドルが入ったスーツケースと訴訟の取り下げを約束させる書類を渡し、入院中のアリを訪ねて、5万ドルを渡し書類にサインをもらって来るよう頼んだ。病気を患い金が必要だったアリは5万ドルを受け取り、訴訟の取り下げだけでなくアリのプロモート権をキングに与えると書かれた文書にもサインをしてしまう。この事を聞いたアリの弁護士は、なんの相談もなくアリがたった5万ドルのために訴訟を取り下げてしまったことに涙した。

### ラリー・ホームズ
ホームズはキングが陰のマネージャーとしてファイトマネーの25%を搾取していたのを含め合計で1000万ドルをだまし取られたとして以下のことを訴えた、ケン・ノートンとの試合では契約した金額は50万ドルだったが受け取ったのは15万ドル、アーニー・シェーバースとの試合では契約は20万ドルだったが受け取ったのは5万ドル、他にモハメド・アリとの試合では200万ドル、テクス・カッブとの試合では70万ドル、レオン・スピンクスとの試合では25万ドル低く支払われたという。ジェリー・クーニーとの試合について200万〜300万ドルの未払いがあるとしてキングを告訴した。
ホームズは示談金15万ドルを受け取り、今後キングについてのネガティブな情報を公表しない事に合意をした。

### ティム・ウィザスプーン
キングから独占契約を結ばなければボクシング界から追放すると脅され、弁護士の同席を許されないまま4枚の"奴隷契約書"に署名をした。1枚目はドン・キングを独占プロモーターとする契約書、2枚目は“表向きの偽物の”契約書でキングの継息子カール・キングをマネージャーに迎え33%の報酬を支払うとした契約書、3枚目が”本当の”契約書でカール・キングをマネージャーに迎え、ほとんどのボクシング・コミッションが定めた上限を超える50%の報酬を支払うとした契約書、4枚目は完全に白紙の契約書であった。
ラリー・ホームズとの試合では15万ドルが約束されていたが、カール・キングの報酬50%とWBCの認可手数料を天引きされ、受け取ったのは5万2750ドルだけであった。グレグ・ペイジとの試合では25万ドルが保証されていたが、トレーニング経費、スパーリングパートナー代、キングの家族と友人達の飛行機チケット代と試合観戦チケット代を天引きされ、受け取ったのは4万4460ドルだった。明記されていたトレーニング費の10万ドルも支払われなかったばかりか、アリが無料で使ってよいと言ってくれたジーアレイクにあるキャンプ地の代わりに、オハイオ州にキングが所有するキャンプ地を使うことを強制され、キャンプ地利用料として1日150ドルをしっかりと徴収された。この試合でもカール・キングは50%の報酬を受け取ったがドン・キング・プロモーションズは33%しか受け取っていないと虚偽の報告をした。HBOが170万ドルを支払ったフランク・ブルーノとの試合では50万ドルを受け取ることになっていたが、キングの天引きとカール・キングが27万5千ドル受け取った後、ウィザスプーンが実際に受け取ったのは9万ドルであった。
1987年、ウィザスプーンはキングに対して2500万ドルの損害賠償訴訟を起こし、最終的に示談金100万ドルを手にした。

### マイク・タイソン
マイク・タイソンは10年以上に渡って数百万ドルをだまし取られてきたとしてキングに対して1億ドルの訴訟を起こし、1400万ドルの示談金を手にした。

### テリー・ノリス
1996年、テリー・ノリスはキングがノリスのマネージャーと共謀してファイトマネーを低く抑えたとして告訴した。2003年、キングが750万ドルを支払うことで示談に落ち着いた。

### クリス・バード
2006年、クリス・バードがキングを契約違反で告訴。契約解除で示談となった。

## 映画・テレビ出演
1987年TVドラマ『特捜刑事マイアミ・バイス』シーズン3「Down For The Count (Part I)」にボクシングプロモーター役でゲスト出演した、役名は「ドン・キャッシュ (Don Cash)」、このエピソードは日本未放映。1989年のTVシリーズ『刑事コジャック』（新シリーズ、日本未放映）と1997年の映画『ディアボロス/悪魔の扉』に本人役でカメオ出演している。また、映画『ロッキー5』でリチャード・ガントが演じた悪徳ボクシングプロモーター「ジョージ・ワシントン・デューク」は、ドン・キングがモデルになっている。

## 日本における活動
1988年3月21日に東京ドームで行われたマイク・タイソンVSトニー・タッブス戦の挑戦者側プロモーターとして来日した。この際に、殺人の前科が問題となってビザがなかなか降りず、試合直前になるまで入国できなかった。試合直後、勝者タイソンをリング上で祝福する姿が多メディアで紹介され、日本においても多くの人に知られる存在となった。
1994年12月に行われた、薬師寺保栄VS辰吉丈一郎のWBC世界バンタム級統一戦で、両陣営がどちらも地元で試合を行いたい為、話がまとまらず、WBCによる入札になった際、両者とは何の接点も無いが、この入札に参加している。ただし、ドン・キング自身はプロモートするつもりはなく、落札した時は、どちらかに興行権を売るつもりでいたらしい。
2008年5月19日には、ディファ有明で行われたホセ・アルファロVS小堀佑介戦にアルファロのプロモーターとして来日、逆転KO勝ちで王座を奪取した小堀を大絶賛し、次の指名試合を東京ドームでやらせると言った。
同年12月、当時スーパーウエルター級7位だった石田順裕と5試合のマッチメイク契約を結んだ。
かつて日本テレビ系で放送されていた『クイズ世界はSHOW by ショーバイ!!』にマイク・タイソンと共にゲストとして出演したこともある。

## エピソード
- 刑務所から出所後、自宅ベッドへ横たわっている時に突如髪の毛が1本ずつ逆立ち始め「神の啓示を受けた」と語る。事実かどうかは別にして、本人は「神の啓示以来、髪の毛を切ったりセットしたりしたことはなく、触れることもない」としている[11]。
- ボクシング以外の活動としては1984年にジャクソンズの「Victoryツアー」を共同プロモートして大きな成功を収め、当時のコンサートツアーの興行収入記録を作っている。

## 主な契約選手

### 現在の契約ボクサー
- イルンガ・マカブ
- トレバー・ブライアン

### 主な元契約ボクサー
- モハメド・アリ
- マイク・タイソン
- ジョー・フレージャー
- ジョージ・フォアマン
- ラリー・ホームズ
- イベンダー・ホリフィールド
- フリオ・セサール・チャベス
- リカルド・マヨルガ
- バーナード・ホプキンス
- フェリックス・トリニダード
- ロイ・ジョーンズ・ジュニア
- マルコ・アントニオ・バレラ
- ティム・ウィザスプーン
- ケン・ノートン
- ウィルフレド・ベニテス
- ロベルト・デュラン
- サルバドル・サンチェス
- ウイルフレド・ゴメス
- アレクシス・アルゲリョ
- アーロン・プライヤー
- カルロス・サラテ
- テリー・ノリス
- アンドリュー・ゴロタ
- トマシュ・アダメク
- リカルド・ロペス
- アズマー・ネルソン
- マイク・マッカラム
- ジェラルド・マクレラン
- メルドリック・テーラー
- 小堀佑介
- エリック・モリーナ
- ベイブット・シュメノフ
- バネス・マーティロスヤン（2017年3月契約）[12]
- バーメイン・スタイバーン
- ギレルモ・ジョーンズ
- アイザック・エクポ[13]
- ラファエル・メンサー[14]